# Пуебло-В'єхо
Пуебло-В'єхо (ісп. Pueblo Viejo), також відоме як Пуеблов'єхо - місто і муніципалітет на півночі Колумбії, на території департаменту Магдалена.

## Історія
Поселення, з якого пізніше виросло місто, було засновано в 1526 році. Муніципалітет Пуебло-В'єхо був виділений в окрему адміністративну одиницю в 1929 році.

## Географія

Муніципалітет Пуебло-В'єхо

Місто розташоване в північній частині департаменту, на узбережжі Карибського моря, в районі дельти річки Магдалена, на відстані приблизно 24 кілометрів на північний захід від Санта-Марти, адміністративного центру департаменту Магдалена. Абсолютна висота - 0 метрів над рівнем моря . 

Муніципалітет Пуебло-В'єхо межує на заході з територією муніципалітету Сітіонуево, на південному заході - з муніципалітетом Ремоліно, на півдні - з муніципалітетом Ель-Ретен, на південно сході - з муніципалітетом Аракатака, на сході - з муніципалітетами Сьєнага і Сона-Бананера, на півночі омивається водами Карибського моря. Площа муніципалітету становить 678 км²  .

## Населення
За даними Національного адміністративного департаменту статистики Колумбії, сукупна чисельність населення міста і муніципалітету в 2015 році становила 30 462 осіб .
Динаміка чисельності населення муніципалітету за роками:
| 2005   | 2006   | 2007   | 2008   | 2009   | 2010   | 2011   | 2012   | 2013   | 2014   | 2015   |
| ------ | ------ | ------ | ------ | ------ | ------ | ------ | ------ | ------ | ------ | ------ |
| 24 994 | 25 547 | 26 056 | 26 589 | 27 103 | 27 644 | 28 174 | 28 720 | 29 290 | 29 869 | 30 462 |

Згідно з даними перепису 2005 року чоловіки становили 51,7% від населення Пуебло-В'єхо, жінки - відповідно 48,3%. У расовому відношенні білі і метиси становили 91,4% від населення міста; негри, мулати і райсальці - 8,6% .
Рівень грамотності серед всього населення становив 73,9%.

## Економіка
Основу економіки Пуебло-В'єхо складають рибальство і сільськогосподарське виробництво. 

53,6% від загального числа міських і муніципальних підприємств складають підприємства торгової сфери, 31,9% - підприємства сфери обслуговування, 8,3% - промислові підприємства, 6,2% - підприємства інших галузей економіки .

## Пам'ятки
На захід від міста розташований національний парк Ісла-де-Саламанка.